# Minoritenplatz
Minoritenplatz est une place historique de Vienne. Elle doit son nom à l'église des Minimes.
Les bâtiments suivants sont également à la Minoritenplatz :

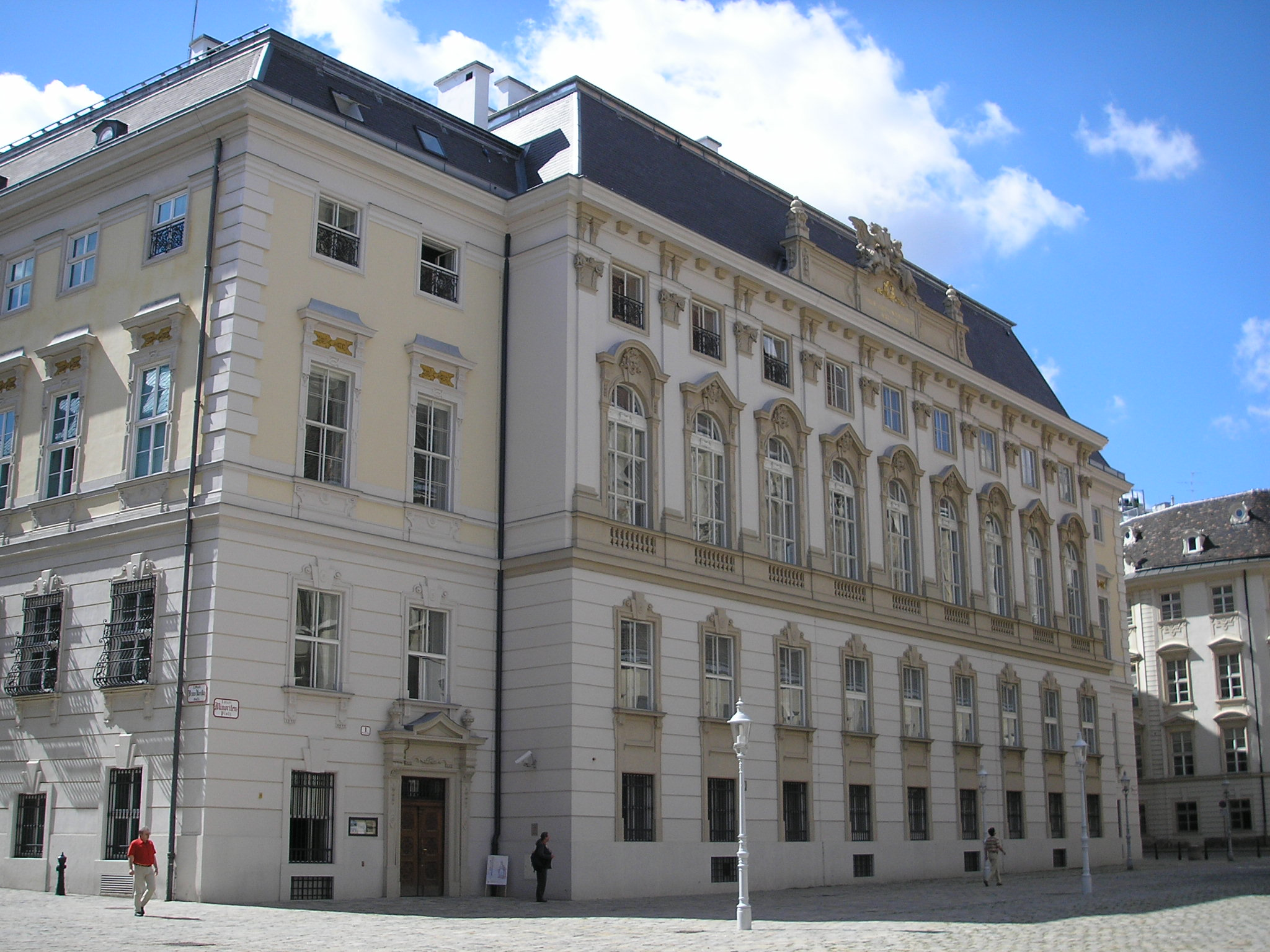
Haus-, Hof- und Staatsarchiv (Minoritenplatz 1)
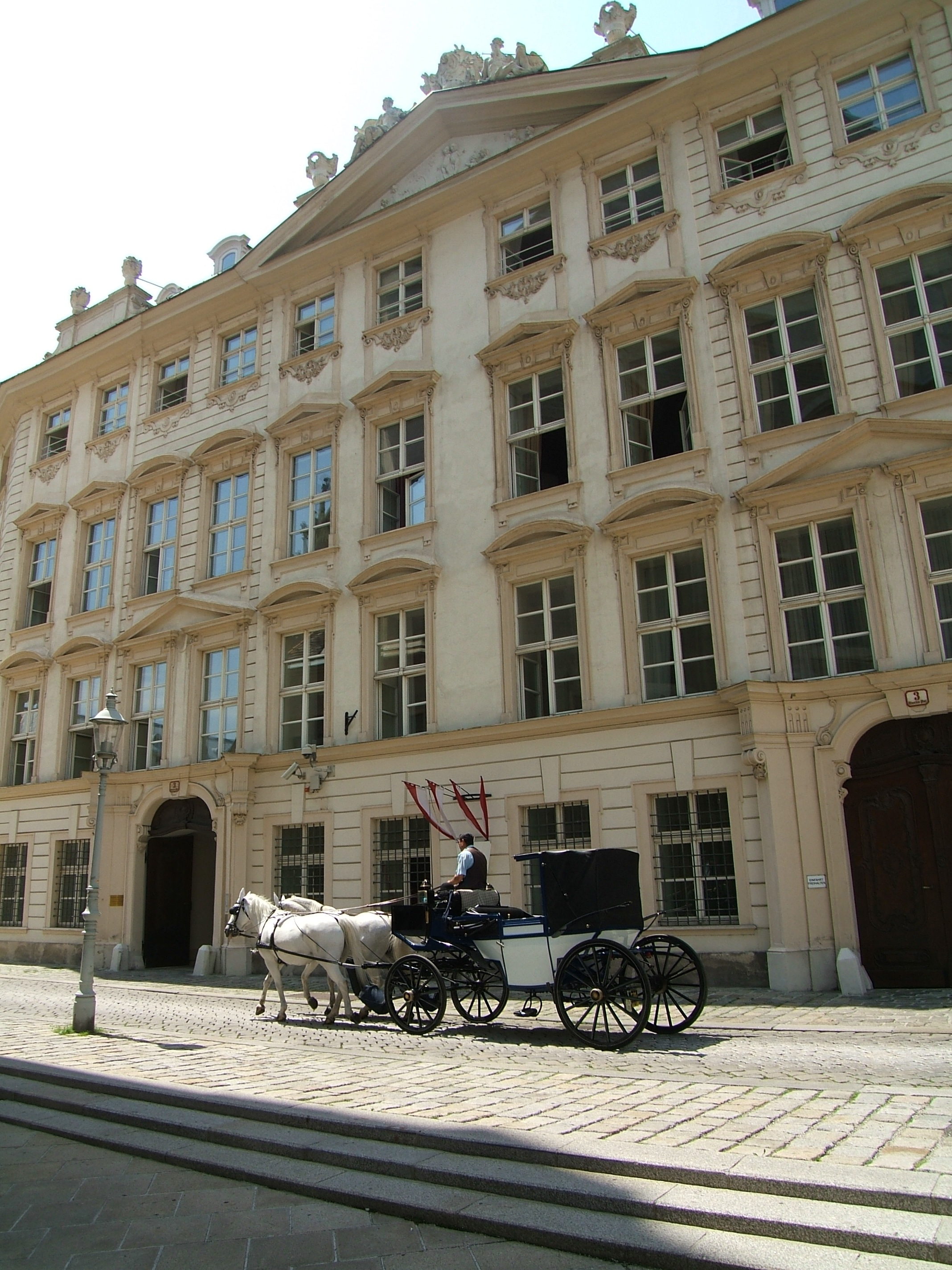
Palais Dietrichstein-Ulfeld (Minoritenplatz 3)
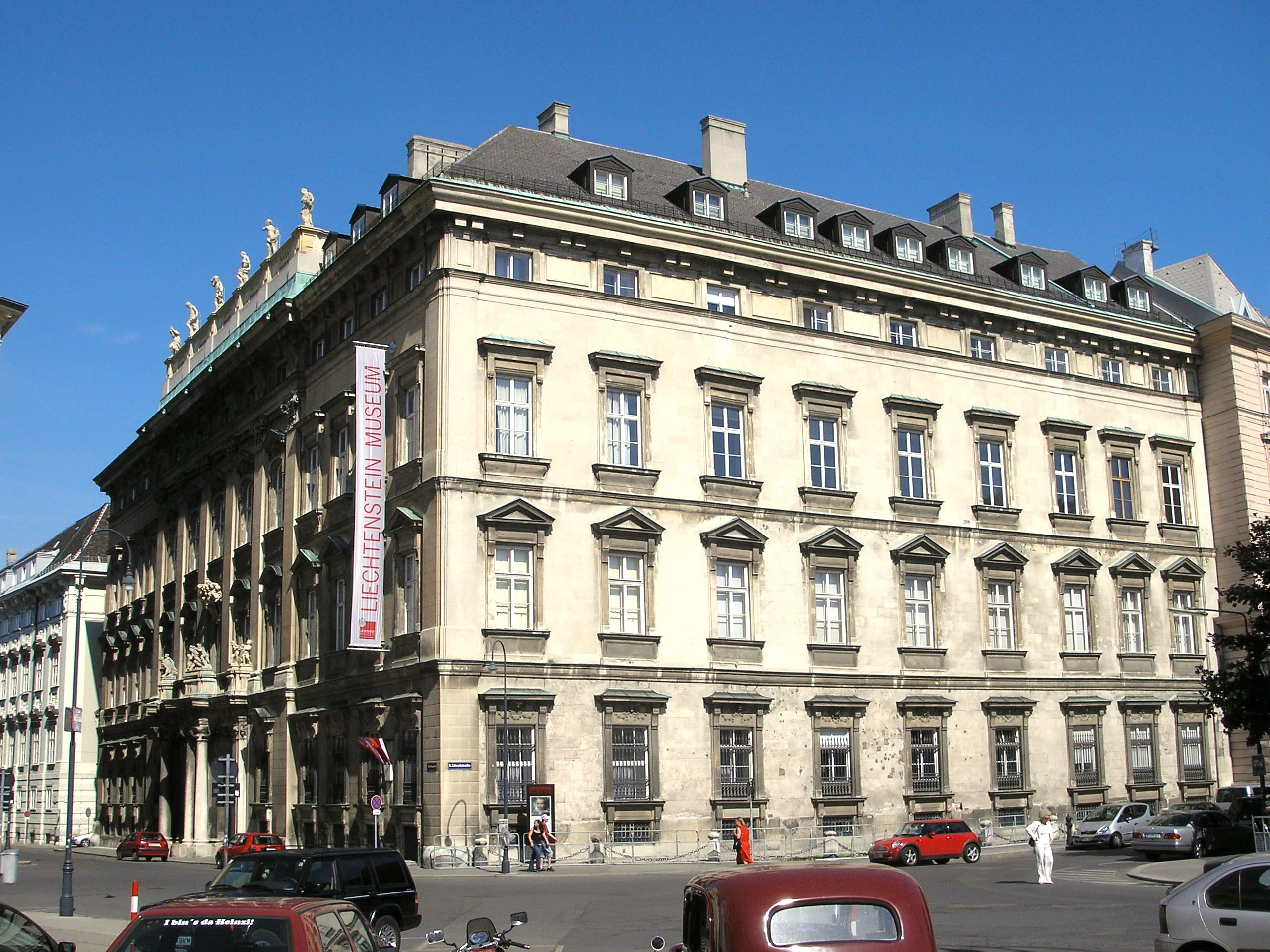
Palais Liechtenstein (Minoritenplatz 4)
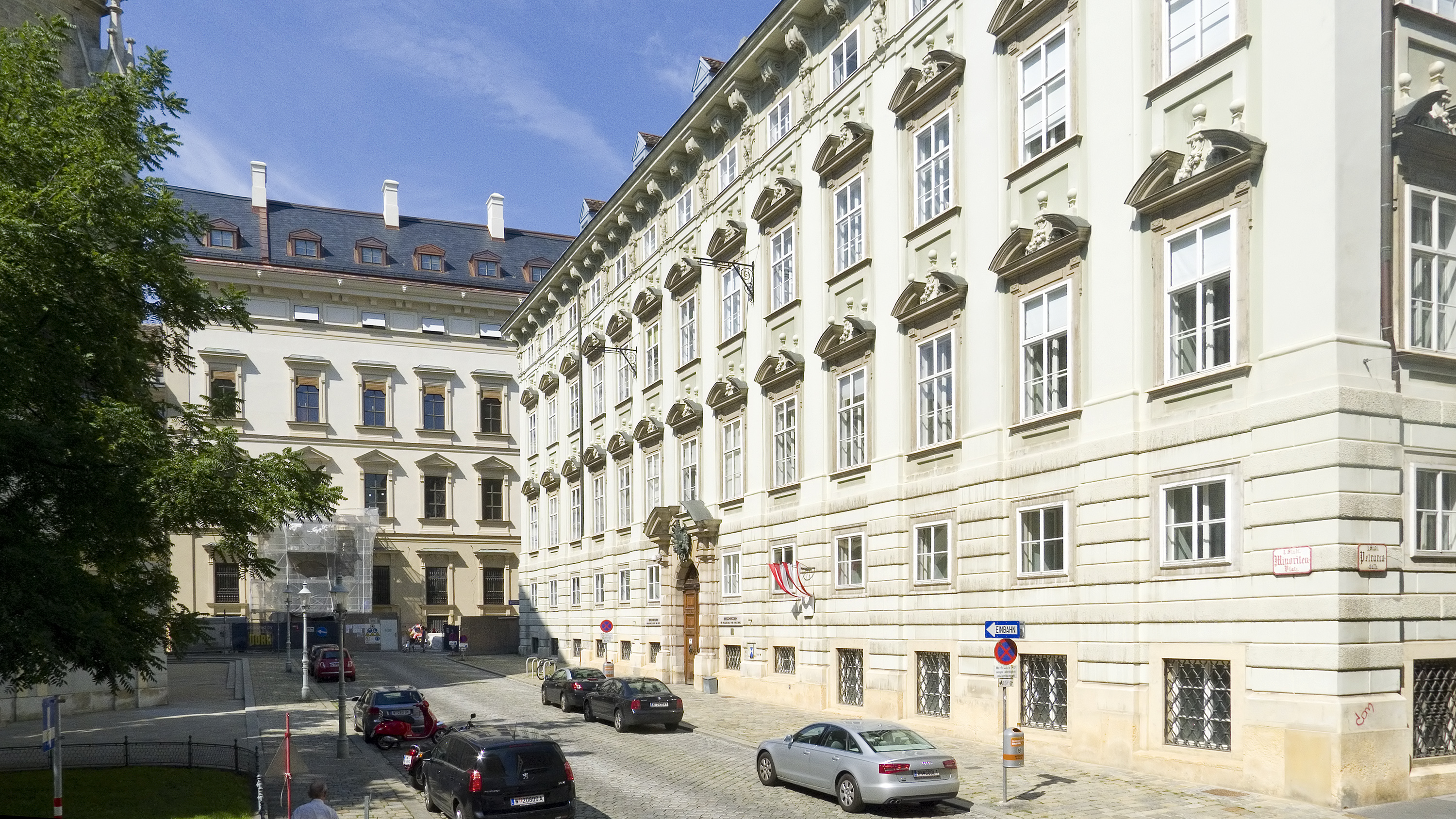
Palais Starhemberg (Minoritenplatz 5)
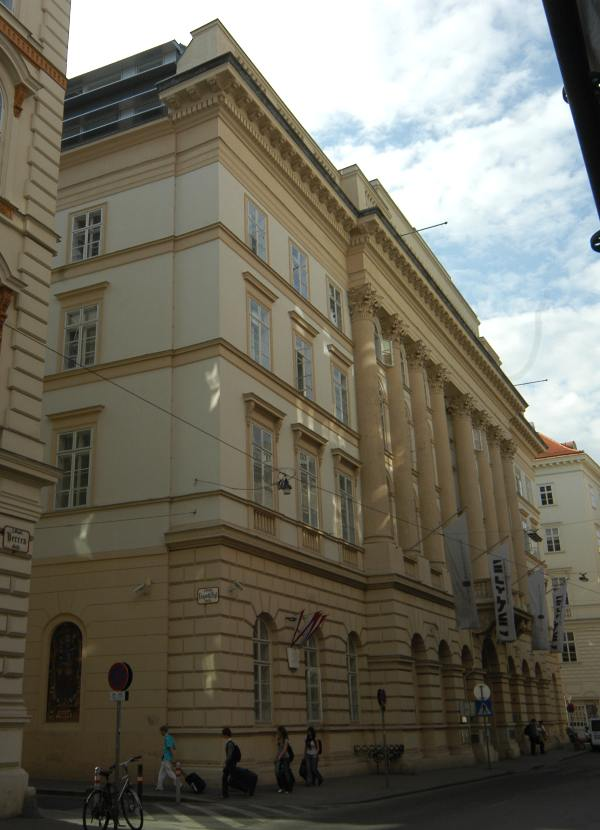
Palais de Basse-Autriche (Minoritenplatz 7)
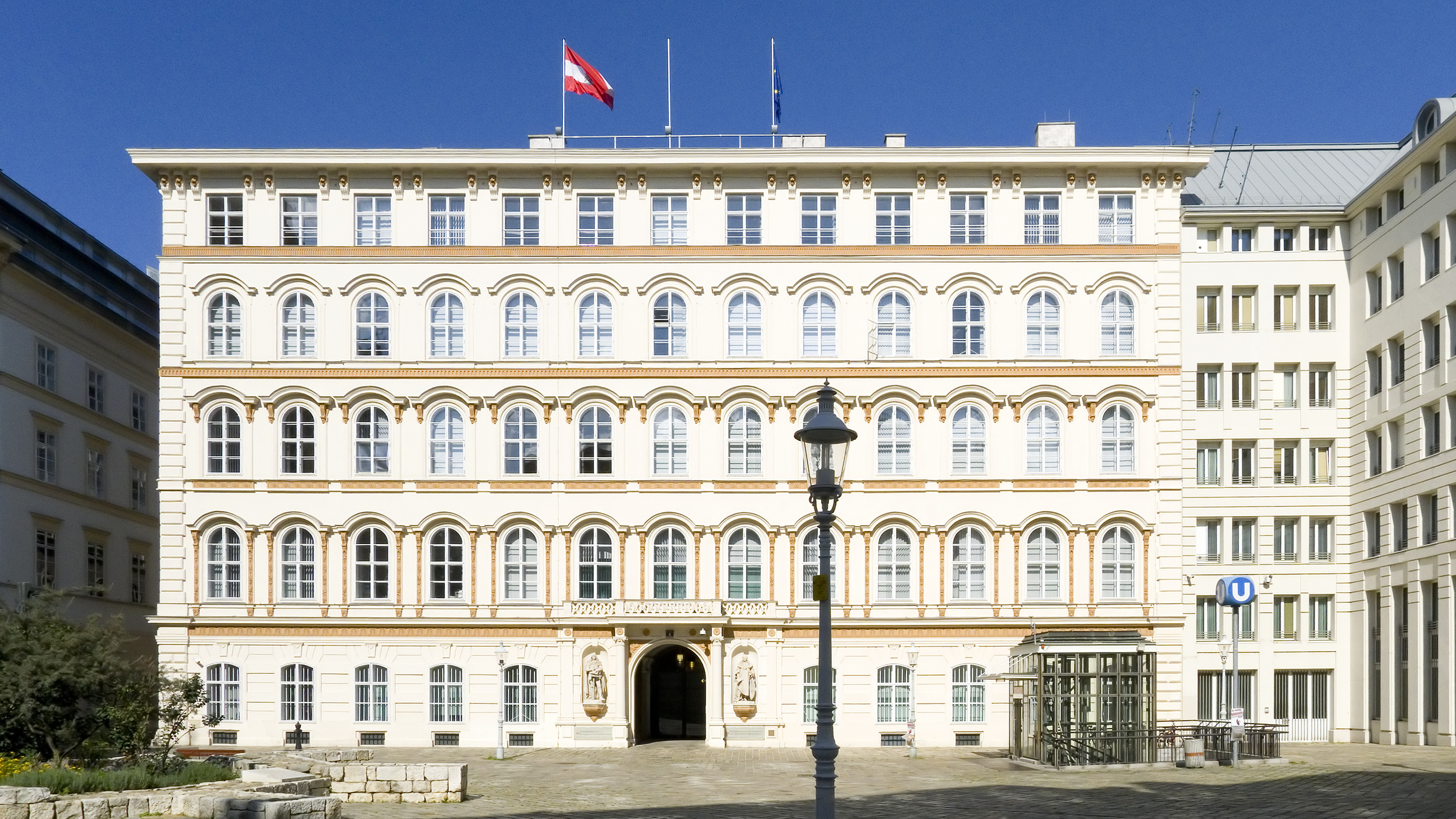
Ministère fédéral des Affaires étrangères (Minoritenplatz 8)
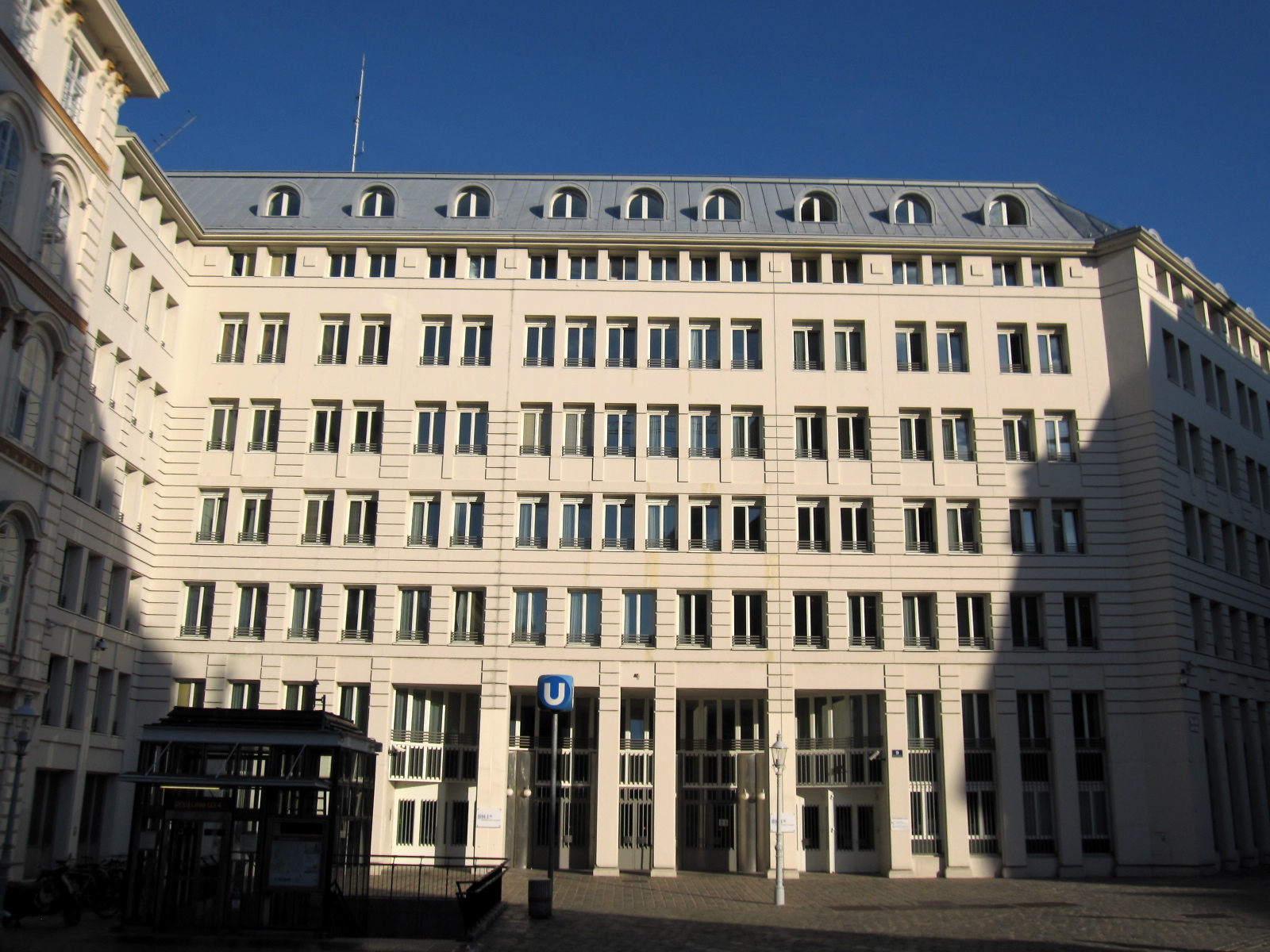
Ministère fédéral de l'Intérieur (Minoritenplatz 9)

- Haus-, Hof- und Staatsarchiv
(Minoritenplatz 1)
- Palais Dietrichstein-Ulfeld
(Minoritenplatz 3)
- Palais Liechtenstein
(Minoritenplatz 4)
- Palais Starhemberg
(Minoritenplatz 5)
- Palais Niederösterreich
(Minoritenplatz 7)
- Österreichisches Außenministerium
(Minoritenplatz 8)
- Bundesministerium für Inneres
(Minoritenplatz 9)

## Source de la traduction
- (de) Cet article est partiellement ou en totalité issu de l’article de Wikipédia en allemand intitulé « Minoritenplatz » (voir la liste des auteurs).